# Ginette Kolinka

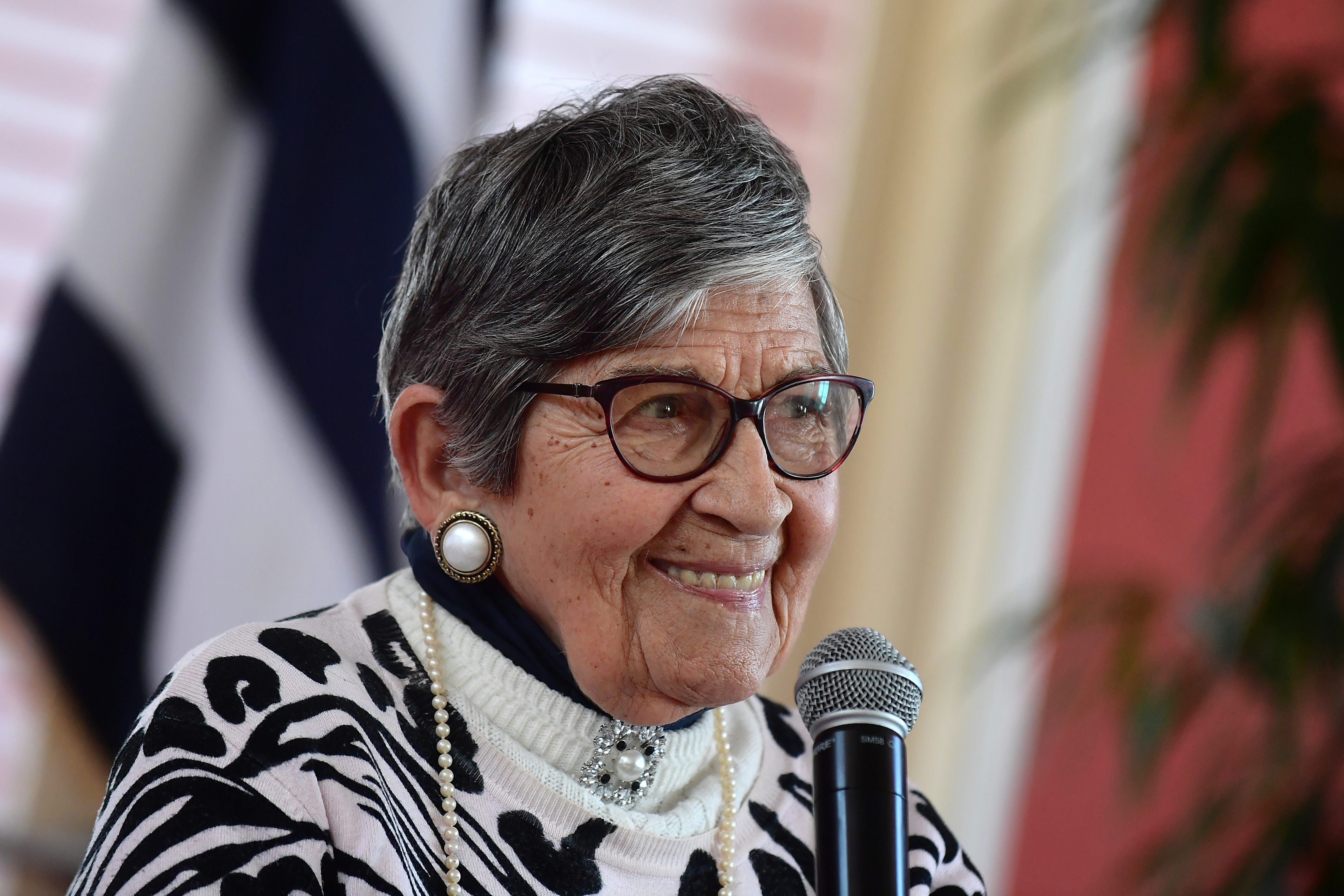
Ginette Kolinka, 2019

Ginette Kolinka (geborene Cherkasky; * 4. Februar 1925 in Paris) ist eine französische Überlebende des KZ Auschwitz-Birkenau und Zeitzeugin des Holocaust.

## Biografie
Kolinka ist eine jüdische Atheistin ukrainischer und rumänischer Abstammung. Sie verbrachte ihre Kindheit in Aubervilliers mit ihren Eltern, ihren fünf Schwestern und ihrem Bruder.
Ihr Onkel und ihr Schwager wurden 1941 während des Zweiten Weltkrieges verhaftet. Im Juli 1942 floh Kolinkas Familie  nach Avignon in die unbesetzte Zone Frankreichs (Zone libre), da sie ihre Verhaftung befürchten musste.
Am 13. März 1944 wurden Ginette Kolinka sowie ihr Vater Léon Cherkasky, ihr zwölfjähriger Bruder Gilbert Cherkasky und ihr Neffe verhaftet, nachdem sie denunziert worden waren. Die Familie wurde zuerst in der Haftanstalt Avignon, danach in Les Baumettes und im Sammellager Drancy inhaftiert. Einen Monat später wurde sie im Konvoi Nr. 71 in den Konzentrationslager Auschwitz-Birkenau verschleppt. Kurz nach Ankunft des Zuges wurden Kolinkas Vater und Bruder vergast; Konlinka kam ins Frauenlager. Simone Veil, Marceline Loridan-Ivens, Léa Feldblum, Paul Haguenauer und Anne-Lise Stern waren auch im Konvoi Nr. 71.
Von Oktober 1944 bis April 1945 war Konlinka in den KZs Bergen-Belsen und Theresienstadt inhaftiert. In Theresienstadt arbeitete sie in einer Fabrik und erkrankte am Fleckfieber. Im Mai 1945 sollte sie das Lager wechseln, wurde aber befreit und nach Lyon repatriiert, bevor sie am 6. Juni 1945 nach Paris reiste, um ihre Angehörigen wieder zu treffen, die überlebt hatten.
Vierzig Jahre lang betrieben Ginette Kolinka und ihr Ehemann ein Wirk- und Strickwarengeschäft auf dem Markt von Aubervilliers. Lange sprach Kolinka nicht über den Holocaust, da sie die Leute „nicht stören“ mochte. Anfang der 2000er Jahre – sie war inzwischen Witwe – schloss sie sich jedoch einem Verein von ehemaligen Deportierten an. Seither berichtet sie französischen Schülern und Studenten von ihren Erlebnissen während des Holocaust.
Am 27. Januar 2016 wurde Kolinka von Bildungsministerin Najat Vallaud-Belkacem zum Komtur des Ordre des Palmes Académiques ernannt.
Auch Anfang 2020 trat sie noch öffentlich auf.

## Werke
- Ginette Kolinka, Marion Ruggiéri: Retour à Birkenau. Grasset, Paris 2019, ISBN 978-2-246-82070-3 (französisch).
  - auf Deutsch erschienen zum 75. Jahrestag der Befreiung des Vernichtungslagers Auschwitz: Rückkehr nach Birkenau: Wie ich überlebt habe. Aufbau Verlag 2020, ISBN 978-3-351-03463-4